# Records d'Autriche d'athlétisme

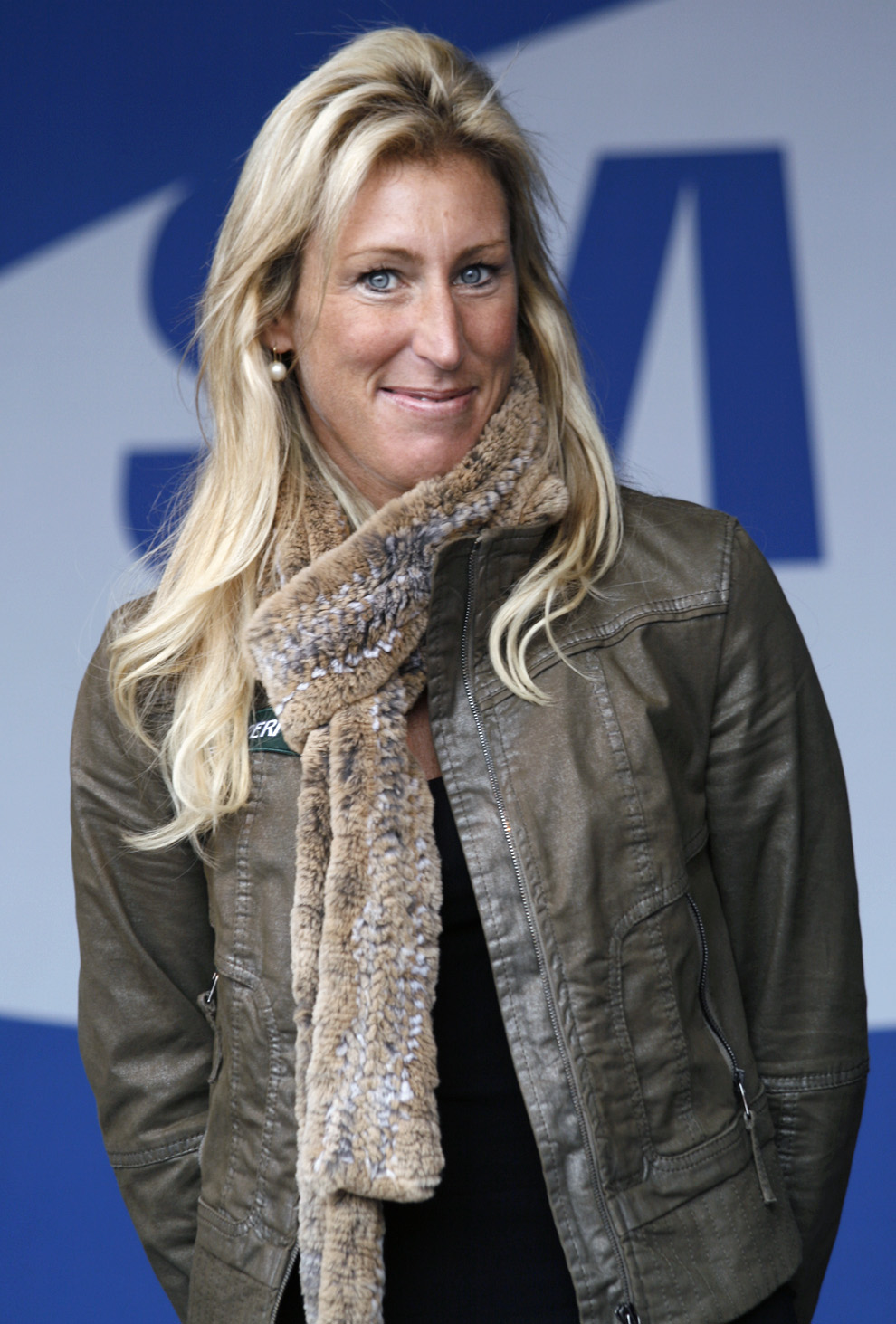
Stephanie Graf, détentrice du record d'Autriche du 800 mètres.

Les records d'Autriche d'athlétisme sont les meilleures performances réalisées par des athlètes autrichiens et homologuées par la Fédération autrichienne d'athlétisme (ÖLV).

## Plein air

### Hommes
| Épreuve              | Record | Athlète                                                                                    | Date             | Compétition                               | Lieu              | Réf.   |
| -------------------- | --- | ------------------------------------------------------------------------------------------ | ---------------- | ----------------------------------------- | ----------------- | ------ |
| 100 m                | 10 s 08 (+1,2 m/s) | Markus Fuchs                                                                               | 8 juin 2023      | Mémorial Liese Prokop                     | Sankt Pölten      | [ 1 ]  |
| 200 m                | 20 s 45 (+0,8 m/s) | Christoph Pöstinger                                                                        | 8 juin 1996      |                                           | Ebensee           |        |
| 400 m                | 45 s 69 | Clemens Zeller                                                                             | 3 juin 2010      | Liese Prokop Memorial                     | Sankt Pölten      | ,      |
| 800 m                | 1 min 46 s 21 | Michael Wildner                                                                            | 19 juillet 1992  | MTV-Meeting                               | Ingolstadt        |        |
| 1 500 m              | 3 min 33 s 59 | Raphael Pallitsch                                                                          | 28 mai 2024      | Golden Spike                              | Ostrava           | [ 4 ]  |
| 3 000 m              | 7 min 43 s 66 | Dietmar Millonig                                                                           | 15 août 1980     | Athletissima                              | Lausanne          |        |
| 5 000 m              | 13 min 13 s 44 | Günther Weidlinger                                                                         | 22 juillet 2005  | Norwich Union British Grand Prix          | Londres           | [ 5 ]  |
| 10 000 m             | 27 min 36 s 46 | Günther Weidlinger                                                                         | 4 mai 2008       | Payton Jordan Invitational                | Palo Alto         |        |
| 5 km (route)         | 13 min 49 s | Andreas Vojta                                                                              | 14 février 2021  | Monaco Run                                | Monaco            | [ 6 ]  |
| 10 km (route)        | 28 min 10 s | Günther Weidlinger                                                                         | 18 mai 2008      |                                           | Manchester        |        |
| Semi-marathon        | 1 h 1 min 42 s | Günther Weidlinger                                                                         | 14 octobre 2007  | Championnats du monde de course sur route | Udine             | [ 7 ]  |
| Marathon             | 2 h 10 min 06 s | Peter Herzog                                                                               | 4 octobre 2020   | Marathon de Londres                       | Londres           | [ 8 ]  |
| 100 km               | 6 h 51 min 36 s | Wolfgang Michl                                                                             | 27 août 2022     |                                           | Bernau bei Berlin |        |
| 24 heures            | 267,427 km | Ewald Eder                                                                                 | 20 juillet 2003  |                                           | Wörschach         |        |
| 110 m haies          | 13 s 14 (-0,8 m/s) | Mark McKoy                                                                                 | 3 septembre 1994 | Finale du Grand Prix IAAF                 | Paris             | [ 9 ]  |
| 400 m haies          | 49 s 33 | Thomas Futterknecht                                                                        | 30 août 1985     | Universiades                              | Kobe              |        |
| 3 000 m steeple      | 8 min 10 s 83 | Günther Weidlinger                                                                         | 21 août 1999     | Championnats du monde                     | Séville           |        |
| Saut en hauteur      | 2,28 m | Markus Einberger                                                                           | 18 mai 1986      |                                           | Schwechat         |        |
| Saut à la perche     | 5,77 m | Hermann Fehringer                                                                          | 5 juillet 1991   | Meeting Gugl                              | Linz              |        |
| Saut en longueur     | 8,30 m (+2,0 m/s) | Andreas Steiner                                                                            | 4 juin 1988      |                                           | Innsbruck         |        |
| Triple saut          | 16,57 m (-0,1 m/s) | Alfred Stummer                                                                             | 13 juillet 1988  |                                           | Südstadt          |        |
| Lancer du poids      | 20,79 m | Klaus Bodenmüller                                                                          | 13 juin 1987     |                                           | Linz              |        |
| Lancer du disque     | 70,68 m | Lukas Weißhaidinger                                                                        | 19 mai 2023      |                                           | Schwechat         | [ 10 ] |
| Lancer du marteau    | 79,70 m | Johann Lindner                                                                             | 24 juin 1987     |                                           | Schwechat         |        |
| Lancer du javelot    | 84,03 m | Gregor Högler                                                                              | 17 juillet 1999  | Championnats d'Autriche                   | Kapfenberg        | [ 11 ] |
| Décathlon            | 8 320 pts | Gernot Kellermayr                                                                          | 29–30 mai 1993   | Hypo-Meeting                              | Götzis            |        |
| Décathlon            | 10 s 47 (+1,9 m/s) (100 m), 7,66 m (+1,3 m/s) (longueur), 14,83 m (poids), 1,96 m (hauteur), 47 s 56 (400 m) / 14 s 12 (+0,4 m/s) (110 m haies), 42,50 m (disque), 5,00 m (perche), 58,24 m (javelot), 4 min 54 s 78 (1 500 m) |                                                                                            |                  |                                           |                   |        |
| 20 km marche (route) | 1 h 25 min 46 s | Martin Toporek                                                                             | 9 juin 1984      |                                           | Fredrikstad       |        |
| 20 km marche (piste) | 1 h 25 min 31 s 5 | Martin Toporek                                                                             | 26 avril 1986    |                                           | Bergen            |        |
| 35 km marche (route) | 2 h 46 min 37 s | Stephan Wögerbauer                                                                         | 28 mars 1993     |                                           | Békéscsaba        |        |
| 50 km marche (route) | 4 h 2 min 39 s | Stephan Wögerbauer                                                                         | 7 juin 1992      |                                           | Prerov            |        |
| 4 × 100 m            | 39 s 16 | Équipe nationale Martin Schützenauer Martin Lachkovics Thomas Griesser Christoph Pöstinger | 25 juin 1996     | Spitzenleichtathletik                     | Lucerne           |        |
| 4 × 400 m            | 3 min 2 s 95 | Équipe nationale Christoph Pöstinger Thomas Griesser Andreas Rechbauer Rafik Elouardi      | 9 août 1997      | Championnats du monde                     | Athènes           |        |

### Femmes
| Épreuve              | Record | Athlète                                                                            | Date              | Compétition                         | Lieu          | Réf.   |
| -------------------- | --- | ---------------------------------------------------------------------------------- | ----------------- | ----------------------------------- | ------------- | ------ |
| 100 m                | 11 s 15 (0,0 m/s) | Karin Mayr-Krifka                                                                  | 9 août 2003       | Championnats d'Autriche             | Salzbourg     | [ 11 ] |
| 200 m                | 22 s 70 (+0,1 m/s) | Karin Mayr                                                                         | 7 juillet 2002    | Championnats d'Autriche             | Linz          | [ 11 ] |
| 400 m                | 50 s 60 | Susi Gogl-Walli                                                                    | 5 septembre 2024  | Weltklasse                          | Zurich        | [ 12 ] |
| 800 m                | 1 min 56 s 64 | Stephanie Graf                                                                     | 25 septembre 2000 | Jeux olympiques                     | Sydney        |        |
| 1 500 m              | 4 min 03 s 02 | Theresia Kiesl                                                                     | 3 août 1996       | Jeux olympiques                     | Atlanta       |        |
| 3 000 m              | 8 min 47 s 04 | Susanne Pumper                                                                     | 8 août 2000       |                                     | Linz          |        |
| 5 000 m              | 15 min 10 s 54 | Susanne Pumper                                                                     | 22 juillet 2001   | Norwich Union British Grand Prix    | Londres       | [ 13 ] |
| 10 000 m             | 32 min 12 s 33 | Susanne Pumper                                                                     | 7 mai 2005        | Championnats d'Autriche             | Salzbourg     | [ 11 ] |
| 5 km (route)         | 15 min 46 s | Jennifer Wenth                                                                     | 31 mai 2015       |                                     | Vienne        |        |
| 5 km (route)         | 15 min 46 s | Julia Mayer                                                                        | 3 octobre 2021    | Österreichischer Frauenlauf         | Vienne        | [ 14 ] |
| 10 km (route)        | 32 min 49 s | Julia Mayer                                                                        | 10 juin 2022      |                                     | Karlovac      | [ 15 ] |
| Semi-marathon        | 1 h 11 min 09 s | Julia Mayer                                                                        | 11 février 2024   | Semi-marathon de Barcelone          | Barcelone     | [ 16 ] |
| Marathon             | 2 h 26 min 43 s | Julia Mayer                                                                        | 3 décembre 2023   | Marathon de Valence                 | Valence       | [ 17 ] |
| 100 km               | 7 h 45 min 58 s | Karin Freitag                                                                      | 27 novembre 2016  | Championnats du monde               | Los Alcázares | [ 18 ] |
| 24 heures            | 229,457 km | Karin Freitag                                                                      | 18 septembre 2022 | Championnats d'Europe des 24 heures | Vérone        | [ 19 ] |
| 100 m haies          | 12 s 82 (+1,4 m/s) | Beate Schrott                                                                      | 17 juillet 2012   | Spitzen Leichtathletik Luzern       | Lucerne       | [ 20 ] |
| 400 m haies          | 55 s 94 | Lena Pressler                                                                      | 17 juillet 2023   | Championnats d'Europe U23           | Espoo         | [ 21 ] |
| 3 000 m steeple      | 9 min 46 s 17 | Lena Millonig                                                                      | 11 mai 2024       | Puma Nitro Lange Laufnacht          | Karlsruhe     | [ 22 ] |
| Saut en hauteur      | 1,97 m | Sigrid Kirchmann                                                                   | 21 août 1993      | Championnats du monde               | Stuttgart     |        |
| Saut à la perche     | 4,45 m | Kira Grünberg                                                                      | 12 août 2014      | Championnats d'Europe               | Zurich        | [ 23 ] |
| Saut en longueur     | 7,09 m (+1,5 m/s) | Ljudmila Ninova                                                                    | 5 juin 1994       |                                     | Séville       |        |
| Triple saut          | 13,75 m (-0,2 m/s) | Ljudmila Ninova                                                                    | 9 juillet 1997    |                                     | Linz          |        |
| Lancer du poids      | 19,21 m | Walentina Fedjuschina                                                              | 13 juillet 1999   |                                     | Casablanca    |        |
| Lancer du disque     | 63,28 m | Ursula Weber                                                                       | 3 juin 1990       |                                     | Schwechat     |        |
| Lancer du marteau    | 61,37 m | Tatjana Meklau                                                                     | 11 mai 2019       | Championnats d'Autriche             | Innsbruck     | [ 24 ] |
| Lancer du javelot    | 66,06 m | Victoria Hudson                                                                    | 22 mai 2024       |                                     | Eisenstadt    | [ 25 ] |
| Heptathlon           | 6 591 pts | Verena Preiner                                                                     | 30 juin 2019      | Mehrkampf-Meeting Ratingen          | Ratingen      | [ 26 ] |
| Heptathlon           | 13 s 42 (+0,1 m/s) (100 m haies), 1,80 m (hauteur), 14,34 m (poids), 23 s 96 (+1,3 m/s) (200 m) / 6,16 m (-1,0 m/s) (-1,0 m/s) (longueur), 49,58 m (javelot), 2 min 07 s 74 (800 m) |                                                                                    |                   |                                     |               |        |
| 20 km marche (route) | 1 h 46 min 31 s | Kathrin Schulze                                                                    | 2 octobre 2010    | Championnats nationaux              | Hollenburg    |        |
| 35 km marche (route) | 3 h 42 min 7 s | Karin Freitag                                                                      | 6 octobre 2024    |                                     | Vienne        |        |
| 4 × 100 m            | 43 s 84 | Équipe nationale Isabel Posch Magdalena Lindner Karin Strametz Viktoria Willhuber  | 11 juin 2024      | Championnats d'Europe               | Rome          | [ 27 ] |
| 4 × 400 m            | 3 min 34 s 42 | Équipe nationale Silvia Schinzel Hanni Burger Andrea Mühlbach Christiane Wildschek | 20 juin 1976      |                                     | Südstadt      |        |

## Salle

### Hommes
| Discipline       | Performance | Athlète                                                            | Compétition                                           | Lieu           | Date                            | Réf.   |
| ---------------- | --- | ------------------------------------------------------------------ | ----------------------------------------------------- | -------------- | ------------------------------- | ------ |
| 60 m             | 6 s 56 | Andreas Berger                                                     | Championnats d'Europe en salle                        | Vienne La Haye | 27 février 1988 18 février 1989 |        |
| 200 m            | 20 s 82 | Christoph Pöstinger                                                | Championnats d'Autriche en salle                      | Vienne         | 25 février 1996                 |        |
| 400 m            | 46 s 14 | Christoph Pöstinger                                                |                                                       | Chemnitz       | 22 février 1999                 |        |
| 800 m            | 1 min 46 s 65 | Andreas Rapatz                                                     | Vienna Indoor Gala                                    | Vienne         | 11 février 2012                 |        |
| 1 000 m          | 2 min 19 s 20 | Andreas Vojta                                                      | XL Galan                                              | Stockholm      | 21 février 2013                 |        |
| 1 500 m          | 3 min 37 s 36 | Raphael Pallitsch                                                  |                                                       | Ostrava        | 30 janvier 2024                 | [ 28 ] |
| 3 000 m          | 7 min 44 s 19 | Günther Weidlinger                                                 | XL Galan                                              | Stockholm      | 18 février 2003                 |        |
| 5 000 m          | 13 min 24 s 39 | Sebastian Frey                                                     | John Thomas Terrier Classic                           | Boston         | 26 janvier 2024                 | [ 29 ] |
| 60 m haies       | 7 s 44 | Elmar Lichtenegger                                                 | Championnats d'Europe en salle                        | Vienne         | 2 mars 2002                     |        |
| Saut en hauteur  | 2,24 m | Markus Einberger                                                   |                                                       | Vienne         | 16 février 1985                 |        |
| Saut à la perche | 5,77 m | Hermann Fehringer                                                  |                                                       | Vienne         | 24 février 1991                 |        |
| Saut en longueur | 7,96 m | Isagani Peychär                                                    | München ARGE ALP Indoor Meeting                       | Munich         | 5 février 2005                  |        |
| Triple saut      | 16,46 m | Alfred Stummer                                                     | Championnats du monde en salle                        | Budapest       | 3 mars 1989                     |        |
| Lancer du poids  | 21,03 m | Klaus Bodenmüller                                                  | Championnats d'Europe en salle                        | Glasgow        | 3 mars 1990                     |        |
| 4 × 400 m        | 3 min 08 s 37 | Martin Lachkovics Rafik Elouardi Andreas Rechbauer Thomas Griesser | Championnats du monde en salle                        | Paris          | 8 mars 1997                     |        |
| Heptathlon       | 6 065 points | Roland Schwarzl                                                    | Championnats d'Autriche d'épreuves combinées en salle | Vienne         | 20-21 février 2010              |        |
| Heptathlon       | 7 s 30 (60 m), 7,52 m (longueur), 14,60 m (poids), 2,02 m (hauteur), 8 s 14 (60 m haies), 5,30 m (perche), 2 min 45 s 96 (1 000 m) |                                                                    |                                                       |                |                                 |        |
| 5 000 m marche   | 19 min 37 s 57 | Martin Toporek                                                     |                                                       | Vienne         | 16 décembre 1986                |        |

### Femmes
| Discipline       | Performance                                                                                      | Athlète                                                                | Compétition                      | Lieu         | Date             | Réf.   |
| ---------------- | ------------------------------------------------------------------------------------------------ | ---------------------------------------------------------------------- | -------------------------------- | ------------ | ---------------- | ------ |
| 60 m             | 7 s 15                                                                                           | Karin Mayr                                                             | Championnats d'Autriche en salle | Vienne       | 24 février 2001  |        |
| 200 m            | 22 s 70                                                                                          | Karin Mayr                                                             | Championnats d'Europe en salle   | Vienne       | 2 mars 2002      |        |
| 400 m            | 51 s 37                                                                                          | Susanne Gogl-Walli                                                     | Championnats du monde en salle   | Glasgow      | 1er mars 2024    | [ 30 ] |
| 800 m            | 1 min 55 s 85                                                                                    | Stephanie Graf                                                         | Championnats d'Europe en salle   | Vienne       | 3 mars 2002      |        |
| 1 500 m          | 4 min 06 s 99                                                                                    | Theresia Kiesl                                                         | Sparkassen Cup                   | Stuttgart    | 1er février 1998 |        |
| Mile             | 4 min 34 s 53                                                                                    | Susanne Pumper                                                         | Vienna Indoor Gala               | Vienne       | 5 février 2005   |        |
| 3 000 m          | 8 min 47 s 51                                                                                    | Susanne Pumper                                                         | Sparkassen Cup                   | Stuttgart    | 29 janvier 2005  |        |
| 5 000 m          | 15 min 43 s 88                                                                                   | Jennifer Wenth                                                         | XL Galan                         | Stockholm    | 19 février 2015  |        |
| 60 m haies       | 7 s 96                                                                                           | Beate Schrott                                                          | Championnats d'Autriche en salle | Vienne       | 23 février 2013  |        |
| Saut en hauteur  | 1,96 m                                                                                           | Sigrid Kirchmann                                                       | Championnats d'Europe en salle   | Paris        | 12 mars 1994     |        |
| Saut à la perche | 4,45 m                                                                                           | Kira Grünberg                                                          | Championnats d'Europe en salle   | Prague       | 6 mars 2015      |        |
| Saut en longueur | 6,81 m                                                                                           | Ljudmila Ninova                                                        | Russian Winter                   | Moscou       | 14 février 1996  |        |
| Triple saut      | 13,67 m                                                                                          | Ljudmila Ninova                                                        | Championnats d'Europe en salle   | Gênes        | 29 février 1992  |        |
| Lancer du poids  | 18,67 m                                                                                          | Valentina Fedyushina                                                   | Sindelfingen VR-GP 2000          | Sindelfingen | 22 janvier 2000  |        |
| 4 × 400 m        | 3 min 42 s 24                                                                                    | Sabine Gasselseder Eva-Maria Schöftner Sabine Mick Brigitte Mühlbacher | Championnats d'Europe en salle   | Vienne       | 3 mars 2002      |        |
| Pentathlon       | 4 767 points                                                                                     | Ivona Dadic                                                            | Championnats du monde en salle   | Belgrade     | 2-3 mars 2017    |        |
| Pentathlon       | 8 s 45 (60 m haies), 1,87 m (hauteur), 13,93 m (poids), 6,41 m (longueur), 2 min 14 s 13 (800 m) |                                                                        |                                  |              |                  |        |
| 3 000 m marche   | 12 min 52 s 26                                                                                   | Vera Toporek                                                           |                                  | Vienne       | 20 février 1993  |        |